# Ashan Pillai
Ashan Pillai (Colombo, Sri Lanka, 1 de desembre de 1969) és un violista britànic.
Va ser també co-solista de viola de la English Chamber Orquestra (1995–2000), membre co-fundador del Mobius Ensemble (Londres 1997–2006), viola solista de l'Orquestra Simfònica de Barcelona i Nacional de Catalunya (2000–2018) i viola del quintet de corda Pinchas Zukerman, els Zukerman Chamber Players (2004–2010). Des de l'any 2001 es professor de viola a l'Escola Superior de Música de Catalunya (ESMUC). Des de l'any 2009 fa classes al Conservatori Superior de Música del Liceu de Barcelona.
Ha publicat 12 Estudis o Capricis de mitjana dificultat per a viola solo (1881) de José María Beltrán Fernández (1827–1907), produït per Clivis Publications.